# الأرنب الجائع (مطعم)
الأرنب الجائع (بالإنجليزية: Hungry Bunny) هي سلسلة مطاعم وجبات سريعة تأسست في المملكة العربية السعودية عام 1987، واشتهرت بتقديم البرغر، السندويشات، والمشروبات المتنوعة. على الرغم من أنها بدأت كنشاط محلي، إلا أنها سرعان ما توسعت لتصبح واحدة من أبرز العلامات التجارية في مجال الوجبات السريعة داخل المملكة.

## التاريخ والتأسيس
تم إطلاق "الأرنب الجائع" لأول مرة في عام 1987، بهدف تقديم تجربة طعام سريعة بجودة عالية تنافس العلامات العالمية الشهيرة. سرعان ما نمت العلامة التجارية، وافتتحت العديد من الفروع في أنحاء المملكة. في فترة التسعينيات، توسعت الشركة إلى دول الخليج، وافتتحت فروعًا في الكويت، حيث لاقت نجاحًا كبيرًا، لكنها أغلقت جميع فروعها هناك بحلول عام 1997 ¹.

## الملكية والتطوير
في عام 2012، استحوذت شركتا ثروات والاستثمار الدولي على 49% من أسهم "الأرنب الجائع"، مما ساعد في إعادة هيكلة الشركة ودعم توسعها داخل السعودية ². تسعى الشركة إلى مواكبة التغيرات في قطاع الوجبات السريعة من خلال تحسين قوائم الطعام وتحديث استراتيجيات التسويق لتواكب تطلعات المستهلكين.

## القائمة والعروض
يتميز "الأرنب الجائع" بتقديم البرغر الكلاسيكي وسندويشات الدجاج، إلى جانب خيارات جانبية مثل البطاطس المقلية والمشروبات الغازية. على مر السنوات، قامت الشركة بتطوير قائمتها لتشمل منتجات جديدة تناسب الذوق المحلي، مع حملات ترويجية موسمية لجذب العملاء.

## الانتشار والوجود الحالي
لا تزال سلسلة "الأرنب الجائع" تعمل داخل المملكة العربية السعودية، حيث تمتلك العديد من الفروع في المدن الكبرى مثل الرياض، جدة، الدمام، و الخبر ³. تسعى الشركة إلى توسيع حضورها الرقمي من خلال خدمات التوصيل عبر تطبيقات الطعام الشهيرة، ما يعزز وصولها إلى شريحة أوسع من العملاء.

## منافسة السوق
تواجه "الأرنب الجائع" منافسة قوية من سلاسل الوجبات السريعة العالمية مثل ماكدونالدز، برجر كنج، وكنتاكي، إلا أنها تمكنت من الحفاظ على قاعدة عملاء وفية بفضل أسعارها التنافسية وقائمة الطعام التي تلبي أذواق المجتمع السعودي.